# 阳湖坪镇
阳湖坪镇，是中华人民共和国湖南省张家界市永定区下辖的一个乡镇级行政单位。

## 行政区划
阳湖坪镇下辖以下地区：
吴家咀社区、双溪社区、建新社区、洋池村、三岗村、龚家峪村、王家老村、潭口村、周家湾村、张家湾村、何家山村、沙湾村、田家台村、竹园塔村、分脉垭村、屈家坊村、集中村、社溪村、一家张村、前社村、联成村和培公老村。